# Lakheri
Lakheri é uma cidade e um município no distrito de Bundi, no estado indiano de Rajastão.

## Geografia
Lakheri está localizada a 25° 40′ N, 76° 10′ L. Tem uma altitude média de 227 metros (744 pés).

## Demografia
Segundo o censo de 2001, Lakheri tinha uma população de 26,910 habitantes. Os indivíduos do sexo masculino constituem 52% da população e os do sexo feminino 48%. Lakheri tem uma taxa de literacia de 64%, superior à média nacional de 59.5%: a literacia no sexo masculino é de 77% e no sexo feminino é de 50%. Em Lakheri, 14% da população está abaixo dos 6 anos de idade.